# Teoria organizacji
Teoria organizacji – interdyscyplinarna część nauk społecznych. Jest dyscypliną pomocniczą dla takich dyscyplin naukowych jak: socjologia (np. oddziaływanie organizacji na życie rodzinne, religijne, polityczne, kulturalne), zarządzanie (np. organizacyjne uwarunkowania procesów i ich efektywność), ekonomia (np. organizacje przetwarzające informacje uczestników różnych rynków). Teoria organizacji jest nauką empiryczną, opartą na doświadczeniu i na rozumowaniu indukcyjnym i jak inne nauki społeczne jest wieloparadygmatyczna i uznająca za prawomocne różne punkty widzenia.

## Tradycja europejska i północnoamerykańska w teorii organizacji
W badaniach nad teorią organizacji rozróżnić można tradycję europejską i północnoamerykańską:

Tradycja europejska – myślą przewodnią badaczy była analiza organizacji na poziomie makrospołecznym, skoncentrowaną wokół problematyki władzy. Refleksja o organizacji jest rozwijana na poziomie ogólnym a nurt badań zorientowany jest eksploracyjne. Celem badań jest poznanie organizacji, które nie muszą się od razu przekładać na wskazówki praktycznego działania. Badania mają charakter jakościowy.

Tradycja północnoamerykańska – badacze tej tradycji koncentrowali się na poziomie mikrospołecznym i na organizacyjnych procesach podejmowania decyzji. Jest to tradycja zorientowana praktycznie – w jej ramach refleksja organizacyjna ma służyć głównie praktyce zarządzania. W badaniach dominuje podejście ilościowe i eksperymentalne, w których dominował rygor wywodów i poprawność metodologiczna.

## Ontologiaiepistemologia
Ontologicznie teoria organizacji bada trzy postacie bytu: strukturę, procesy, działania, decyzje. Epistemologicznie w teorii organizacji, podobnie jak w naukach społecznych możliwe są dwa stanowiska: pozytywistyczne i interpretatywne. Zestawienie odrębnych nurtów epistemologicznych teorii organizacji oraz podział teorii organizacji według wpływów i impulsów ze strony dyscyplin akademickich i głównych myślicieli tych dziedzin oraz podział na cztery główne perspektywy.

## Główne perspektywy teorii organizacji
- Klasyczna – (lata 1900–1950) zawiera dwa główne nurty. Nurt socjologiczny – zwolennicy tego nurtu (Émile Durkheim, Max Weber, Karol Marks) skupiają się na zmienności wizerunku i ról istniejących w społeczeństwie organizacji sformalizowanych oraz na szerszym wpływie uprzemysłowienia na charakter pracy i jego konsekwencjach dla pracowników. Drugi nurt obejmuje zwolenników klasycznej teorii zarządzania, czyli Frederick Taylor, Henri Fayol, Chester Barnard, którzy koncentrowali się na problemach praktycznych, przed którymi stawali menedżerowie organizacji przemysłowych. Do dyscyplin, które przyczyniły się do rozwoju teorii zalicza się: ekonomia (ekonomia polityczna, której najsławniejszym przedstawicielem jest Adam Smith, który w 1776 roku opublikował prace pod tytułem: „Badania nad natura i przyczynami bogactwa narodów”), inżynieria, socjologia, nauki polityczne.
- Nowoczesna (modernistyczna) – (lata 1950–1980) gdzie głównym nurtem była ogólna teoria systemów. Ludwig von Bertalanffy przedstawił teorię mającą wyjaśniać wszystkie zjawiska naukowe zarówno w naukach przyrodniczych, jak i społecznych gdzie nazwał ją „systemem”. Budowana przez niego „teoria systemów” opierała się na uogólnieniach zaczerpniętych z wysokiego stopnia abstrakcji, takiego, dzięki któremu można by było dokonać objaśnienia i integracji wiedzy naukowej. Kontynuatorem tej teorii był m.in. Kenneth E. Boulding. Dyscypliny, które przyczyniły się do rozwoju teorii w perspektywie modernistycznej były: nauki polityczne, biologia, ekologia, socjologia przemysłowa, antropologia społeczna, antropologia kulturowa. Do jej reprezentantów zaliczali się również: Herbert Simon, Talcott Parsons, James G. March, Melville Dalton.
- Symboliczno-interpretująca – (lata 1980–1990) główne nurty opisujące perspektywę to teoria ustanowienia i społeczna konstrukcja rzeczywistości. Pierwszy nurt zaproponował w 1969 roku amerykański psycholog społeczny Karl E.Weick, w książce pt. The Social Psychology of Organizing. Przyłożył w niej siłę na subiektywizm w opisie bytu jakim jest organizacja, gdzie ustanowienie ujęte zostało w kontekście budowania, przekształcania cech organizacji, ale zarazem burzenia tych obiektywnych. Drugi nurt, którego punktem wyjścia była teoria ustanowienia to społeczna konstrukcja rzeczywistości, której autorami byli dwaj niemieccy socjologowie: Peter Berger oraz Thomas Luckmann. W swej książce The Social Construction of Reality przekonywali, że porządek społeczny wytworzony jest przez negocjacje interpersonalne i niepisane porozumienia. Nie mniejszą rolę odegrał Clifford Geertz, gdy opisywał, że „człowiek to zwierzę zawieszone w sieciach znaczeń, które sam rozwiesił, a sieciami tymi jest kultura; jej badanie nie jest zatem nauką eksperymentalną poszukującą praw, lecz nauką interpretującą, poszukującą znaczenia” (C.Geertz, 1973) Dyscypliny, które miały wpływ na rozwój perspektywy symboliczno-interpretującej to: antropologia kulturowa, folklor, semiotyka, lingwistyka, a do pozostałych reprezentantów zaliczono: Alfred Schütz, Philip Selznick, Peter Berger, Erving Goffman, William Foote Whyte, Paul Ricœur, Władimir Propp, Roland Barthes, Ferdinand de Saussure, Kenneth Burke.
- Postmodernistyczna (ponowoczesna teoria organizacji) – (od 1990 roku) główny nurt przedstawiający perspektywę opisywał Jean-Francois Lyotard, który twierdził, że „wiedza zmienia swój status równocześnie z wkraczaniem społeczeństw w epokę postindustrialną, a kultur w epokę ponowoczesną”[2] (J.F.Lyotard, 1979). Postindustrializm w społeczeństwie różnił się od industrializmu tym, że „o ile społeczeństwa industrialne organizują się wokół kontroli siły roboczej w produkcji towarów, to społeczeństwo postindustrialne koncentruje się na zdobywaniu wiedzy i wykorzystywaniu informacji”. Już Daniel Bell w 1973 roku pisał, że era informacji, w której znajdują się społeczeństwa to głównie sektor usług a wytwórczość jest w odwrocie (M.J.Hatch 2002). Kolejna cecha charakteryzująca organizacje postindustrialne, a przede wszystkim te oparte na wiedzy, to organizacje o strukturze poziomej. Zanikanie struktur pionowych, głównie w kontekście zarządzania organizacją to cecha przede wszystkim przedsiębiorstw wysokich technologii. Zwolennicy perspektywy postmodernistycznej uważali, że zmiany zachodzące w społeczeństwie informacyjnym, po rewolucji komputerowej, nie są widziane w obiektywnym świecie, lecz w subiektywnym doświadczeniu, dzięki któremu je zauważamy. Zaprzeczali ponadto ujęciu socjologicznemu, czyli światu widzianego obiektywnie gdzie obraz społeczeństwa to suma świadomości poszczególnych jej członków co zbliżało ich do perspektywy symboliczno-interpretującej. Natomiast o „wykorzenieniu instytucji społecznych” pisał Anthony Giddens. Wielu teoretyków organizacji czerpało inspiracje z literatury i sztuk pięknych, np. Metafory w organizacji u Garetha Morgana albo „efekt kolażu” u A. Giddensa. Pozostałe dyscypliny, które miały wpływ na perspektywę postmodernistyczną według Mary Jo Hatch to przede wszystkim architektura postmodernistyczna, poststrukturalizm, teoria literatury, badania kultury. Wiodącymi reprezentantami byli: Michel Foucault, Charles Jencks, Jacques Derrida, Michaił Bachtin, Richard Rorty, Jean Baudrillard.

## Kierunki (nurty) w teorii organizacji
Powyższe zestawienie to model akademicki. Innym czynnikiem rozwoju teorii organizacji jest praktyka zarządzania, edukacja menedżerska oraz doradztwo. Według tych kryteriów proponuje się następujące etapy i perspektywy poznawcze w teorii organizacji:
| Kierunek                                                   | Wyzwania i praktyki | Wizja organizacji |
| ---------------------------------------------------------- | --- | --- |
| Naukowe zarządzanie (przełom XIX i XX w.)                  | niska wydajność pracy robotników, niskie płace (popyt), opanowanie technologii i wielkości zakładów przemysłowych               | mechanistyczna, zdeterminowana przez technologię i umiejętności; poszukiwanie korzyści skali, specjalizacji, standaryzacji, centralizacji, koncentracji i synchronizacji |
| Administracja (początek XX w.)                             | nieefektywność struktur administracyjnych                                                                                       | mechanistyczna, zdeterminowana przez przepisy i formalizację |
| Human relations (lata 30. i 40. w USA, lata 50. w Europie) | niezadowolenie z pracy i niskie morale, niski poziom identyfikacji z pracodawcą                                                 | organizacja jako „mieszanka” struktury formalnej z nieformalną opartej na stosunkach międzyludzkich                                                                      |
| Podejście systemowe (lata 50. i 60.)                       | suboptymalizacja, trudności w zarządzaniu wielkimi, niejednorodnymi organizacjami                                               | organizacje jako systemy społeczno-techniczne podlegające regulacji, sterowaniu i projektowaniu                                                                          |
| Gra organizacyjna (lata 80.)                               | wewnętrzne i międzyorganizacyjne antagonizmy, rozgrywki, konflikty                                                              | organizacje jako przestrzeń gry o zasoby, władze, informacje |
| Równowaga organizacyjna                                    | zakłócenia równowagi funkcjonalnej, społecznej i materialnej, zewnętrznej i wewnętrznej                                         | organizacje jako systemy zmierzające do równowagi; zakłócenia równowagi jako czynniki dynamiki i zmiany                                                                  |
| Sieć                                                       | trudności w zarządzaniu współpracą, informacją i wiedzą w układach wewnątrz- i międzyorganizacyjnych o różnym stopniu spójności | organizacje jako sieć powiązań o zmiennej konfiguracji |

## Podejście systemowe
Teoria systemowa miała, w zamyśle jej autorów, stać się tzw. lingua franca, czyli wspólnym językiem umożliwiającym komunikację pomiędzy tak różnymi dziedzinami jak biologia, filozofia, fizyka czy nauki społeczne z zarządzaniem na czele. Podejście to, jako prawdziwie interdyscyplinarne, łączy w sobie dorobek wielu dziedzin, oferuje narzędzia umożliwiające zarówno analizę, jak i syntezę oraz unikalny wgląd w świat techniczny i społeczny organizacji. Idea traktowania organizacji ludzkich jako systemów ma w naukach społecznych (jak ekonomia, socjologia, psychologia, teoria organizacji i zarządzania, nauki polityczne itd.) długą tradycję. „Myślenie systemowe” można odnaleźć już u Arystotelesa, samo pojęcie systemu pojawiło się we współczesnej nauce dzięki Vilfredo Pareto. Najwcześniejsze praktyczne zastosowania tego sposobu myślenia wiązały się z organizacją w znaczeniu czynnościowym, czyli systematycznym organizowaniem złożonych przedsięwzięć społeczno-technicznych (tj. projektów) oraz systemów działań. Przykładem może być tworzenie systemów telekomunikacyjnych przez Bell Telephone Laboratories czy projekt Manhattan, mający na celu stworzenie bomby atomowej, który pochłonął blisko 2 mld USD, i w który zaangażowano 15 tys. uczonych oraz 300 tys. inżynierów. Współczesne rozumienie systemu, w odniesieniu do struktur i procesów społecznych, wywodzi się głównie z teorii Talcotta Parsonsa. Choć systemowe koncepcje powstawały i rozwijały się, szczególnie w socjologii, to dopiero modyfikacje podstawowych pojęć, ich „przystępne” i „użyteczne” zdefiniowanie na gruncie teorii systemów przyczyniły się do upowszechnienia tego podejścia w całym obszarze nauk społecznych. Podejście systemowe w naukach o zarządzaniu jest przede wszystkim konsekwencją dążenia do znajdowania powiązań wszystkiego ze wszystkim, co zawdzięczamy – w nauce i praktyce współczesnej – przede wszystkim Ludwigowi von Bertalanffy’emu – twórcy ogólnej teorii systemów.

## Geneza teorii systemów
Ludwig von Bertalanffy, w latach 30. XX wieku zainicjował ruch na rzecz integracji nauki. Ruch ten był objawem protestu przeciwko niemożności porozumienia się, a zatem i współpracy, uczonych reprezentujących różne dyscypliny i specjalizacje badawcze. Propozycje podejścia systemowego można, w największym uproszczeniu, sprowadzić do czterech
podstawowych postulatów:
1. dążenia do integracji nauki i przezwyciężania barier międzydyscyplinarnych,
2. całościowego traktowania badanych obiektów jako systemów otwartych, „zanurzonych” w otoczeniu i prowadzących z nim wymianę,
3. poszukiwania możliwie najogólniejszego i w największym stopniu sformalizowanego języka opisu, mającego zastosowanie do możliwie licznych klas obiektów (będących tradycyjnie przedmiotem badań różnych dyscyplin, oraz wykorzystanie analogii i podobieństw między różnymi typami systemów),
4. potraktowania ogólnej teorii systemów jako teoretycznej podstawy nauk stosowanych, mających za zadanie rozwiązywanie problemów praktycznych dotyczących konstruowania wszelkich systemów technicznych, ekonomicznych i społecznych oraz sterowania nimi.

Kilka dekad później teoria systemów zapoczątkowała swoją formalną ścieżkę rozwoju. W 1954 roku na dorocznym zebraniu American Association for the Advancement of Science powołano towarzystwo naukowe o nazwie Society for General Systems Theory, przemianowane później na Society for General Systems Research. Założycielami tej organizacji byli, obok Bertalanffy’ego i wspomnianego ekonomisty Kennetha Bouldinga, biomatematyk Anatol Rapaport i fizjolog Ralph Gerard. Pomimo doniosłości, wręcz rewolucyjnego charakteru podejścia systemowego najwięcej sukcesów mogą odnotować dwa pierwsze postulaty – integracja i interdyscyplinarność nauki oraz całościowego postrzegania obiektów jako systemów otwartych, które istnieją w otoczeniu i prowadzą z nim relacje.
Ujęcie systemowe polega na analizowaniu organizacji jako systemu składającego się z celowo powiązanych elementów i relacji. Wykorzystuje ono dorobek ogólnej teorii systemów oraz cybernetyki, a także metod modelowania matematycznego i heurystyki. Ważnym wydarzeniem, które spotęgowało dążenia do jedności nauki, było pojawienie się cybernetyki – nauki o sterowaniu i komunikacji. U jej podstaw leżało poszukiwanie uniwersalnych reguł i zasad sterowania, mających zastosowanie zarówno w odniesieniu do maszyn, organizmów żywych, jak i systemów ekonomicznych i społecznych oraz organizacji. Nurt cybernetyczny okazał się tak doniosły, że dopracował się oryginalnej i uporządkowanej terminologii oraz wielu narzędzi analitycznych, takich jak modele regulacji i sterowania, zasada „czarnej skrzynki” czy sprzężenia zwrotnego.

## Organizacja jako system
Definicja organizacji autorstwa jednego z guru „systemowców” w naukach organizacji i zarządzania Russella L. Ackoffa: „Organizacja jest to system zachowujący się rozmyślnie, zawierający przynajmniej dwa zachowujące się rozmyślnie składniki mające wspólne zamierzenie, ze względu na które zachodzi w systemie funkcjonalny podział pracy; jego funkcjonalnie oddzielne składniki mogą na wzajemne zachowanie się odpowiadać w formie obserwacji albo łączności i przynajmniej jeden podzestaw pełni funkcję kontrolno kierowniczą”.
- Cechy organizacji charakteryzującej się jako system:

1. Organizacje są systemami otwartymi, co oznacza, że prowadzą wymianę z otoczeniem. Ma ona dwa aspekty – materialny i informacyjny. Wymiana polega na tym, że wytwarzane przez organizację dobra materialne, usługi lub wartości przekazywane są (odpłatnie lub nieodpłatnie) otoczeniu, ponieważ zaspokajają jakąś występującą w nim potrzebę. W zamian za to (odpłatnie i/lub nieodpłatnie) otoczenie zaopatruje organizację w materialne i niematerialne czynniki, umożliwiające jej kontynuowanie i ewentualnie rozszerzenie działalności.
2. Sterowanie otwartymi systemami organizacyjnymi jest możliwe dzięki mechanizmowi sprzężenia zwrotnego, który polega na tym, że system otrzymuje z otoczenia informacje na temat efektów swojego działania, a z wewnątrz informacje na temat zmian, jakie zachodzą w nim samym. Te informacje są podstawą zmian, które dotyczą zarówno struktur, jak i procesów czy norm i celów działania systemu. Im sprawniej działa to informacyjne sprzężenie zwrotne, to znaczy im bardziej wyczerpująca i lepiej dostosowana do potrzeb systemu jest informacja oraz im szybciej i trafniej przetwarzana jest na działania korygujące, tym większe są szanse na przetrwanie, doskonalenie i rozwój systemu organizacyjnego.
3. Organizacje są tworzone w celu osiągania określonych celów i pełnienia określonych misji. Jednocześnie jednak są systemami społeczno-technicznymi, czyli złożonymi z powiązanych z sobą dwojakiego typu elementów – społecznych i technicznych. W publikacjach zaliczanych do nurtu systemowego przyjmuje się pogląd, że organizacje są systemami złożonymi z czterech wzajemnie związanych rodzajów elementów, a mianowicie: celów i zadań, ludzi, ich wyposażenia i techniki oraz struktury formalnej. Dwa pierwsze typy elementów zaliczane są do społecznych, dwa następne – do technicznych.

## Badania i praktyki jako trwały dorobek nurtu systemowego w teorii organizacji

### Systemowe modelowanie organizacji
Systemowa metodologia badania organizacji ma specyficzny charakter. Polega przede wszystkim na modelowaniu. Modelowanie to zmodernizowana i rozwinięta pod wpływem ogólnej teorii systemów metoda „typów idealnych”, stosowana już w XIX wieku przez takich gigantów nauki, jak Karol Marks, Max Weber czy Vilfredo Pareto. W podejściu systemowym zaleca się stosowanie słownych scenariuszowych modeli organizacji, które wszędzie, gdzie jest to uzasadnione, uzupełniane są cząstkowymi modelami matematycznymi, takimi jak wypracowane na gruncie badań operacyjnych modele logistyczne czy modele odnowy parku maszynowego. Możliwe i celowe jest więc symulowanie jedynie niektórych aspektów funkcjonowania organizacji.
W systemowej teorii organizacji modele pełnią wszystkie podstawowe funkcje poznawcze: opisu, wyjaśniania, przewidywania, heurystyczne i projektowe.
Funkcja opisowa
Funkcja opisu polega na przypisaniu konkretnemu obiektowi lub procesowi pewnych cech i odwzorowaniu tego za pomocą modelu. Przykładem jest harmonogram realizacji, krok po kroku, jakiegoś przedsięwzięcia.
Funkcja wyjaśniania
Funkcja wyjaśniania rzeczywistości za pomocą modeli polega na tym, że rozpoczynając od wysoce abstrakcyjnej formy modelu, konkretyzujemy ją stopniowo dopóty, dopóki nie otrzymamy modelu, który uznamy za stosunkowo niewiele różniący się od rzeczywistości, czyli względnie adekwatnie ją wyjaśniający. Przykładem jest słynna piramida potrzeb Abrahama Maslowa.
Funkcja przewidywania
Funkcja przewidywania za pomocą modelu prowadzi do generowania zdań, które nie są ani prawdziwe, ani fałszywe, ponieważ opisują fakty przyszłe. Z reguły opierają się one na założeniach, które dotyczą niezmienności lub stopnia zmienności parametrów modelu. Posługując się modelem przepływów pieniężnych, można przewidzieć moment, w którym organizacja utraci płynność finansową, jednak przy założeniu, że zarówno dynamika, jak i struktura przychodów i wydatków pozostaną niezmienne lub zmienne tylko w określonym zakresie
Funkcja heurystyczna
Heurystyczna funkcja modelu polega na „podpowiadaniu” hipotez, które muszą być następnie poddane jakiejś formie weryfikacji. Przykładem jest hipoteza o zniekształcaniu informacji w procesie ich przekazywania, wyprowadzona z modelu procesu informacyjnego Claude’a Shannona.
Funkcja projektowa
Przy projektowaniu procesów i struktur stosuje się modele uproszczonego pierwowzoru. Przykładem są modele procesów informacyjnodecyzyjnych stosowane przy projektowaniu lub przeprojektowywaniu organizacji.

### Analiza systemowa[6]
Analizę systemową można zdefiniować jako metodę wykorzystywaną do rozwiązywania systemowych sytuacji decyzyjnych oraz złożonych problemów związanych z doskonaleniem organizacji. Jak wynika z przedstawionej definicji, punktem wyjścia dla analizy systemowej jest sytuacja problemowa. Z kolei efektem końcowym analizy systemowej jest rekomendacja określonych sposobów działania. Problemy rozwiązywane za pomocą analizy systemowej charakteryzują się dużą złożonością i słabo określoną strukturą (ang. ill-structured problems). Oznacza to, że składają się one przede wszystkim z elementów jakościowych, a jedynie w mniejszym zakresie z elementów ilościowych. Jako przykład może posłużyć ocena systemu motywacyjnego przedsiębiorstwa, w którym elementy jakościowe będą dotyczyć m.in. zadań systemu motywowania, specyfiki przedsiębiorstwa (np. faza rozwoju przedsiębiorstwa, rozmiar przedsiębiorstwa), potencjału kadrowego, pozapłacowych form motywacji (np. pochwały, możliwość awansu, poszerzenie zakresu odpowiedzialności) i kultury organizacyjnej (np. normy, wartości i postawy pracownicze). Z kolei elementy ilościowe dotyczyć będą głównie poziomów wynagrodzeń pracowników. Analiza systemowa organizacji ma charakter interdyscyplinarny i inżynierski, gdyż służy projektowaniu przyszłych struktur i działań. Procedurę analizy systemowej opracowała na początku lat 60. XX wieku RAND Corporation dla armii Stanów Zjednoczonych. Procedura analizy systemowej składa się z czterech sprzężonych ze sobą faz, co determinuje jej cykliczny charakter. Cykl powtarza się, aż do uzyskania zadowalającego wyniku, na podstawie którego formułowane są sugestie działania. W praktyce procedura ta może być stosowana m.in. do analiz efektywności, diagnozowania i projektowania struktur organizacyjnych lub oceny ryzyka w analizach decyzyjnych. Analiza systemowa znalazła zastosowanie nie tylko w zarządzaniu, lecz także m.in. w naukach politycznych i ekonomii.

### Modele dynamiki przemysłowej (systemowej)
Dynamika systemów pozwala na analizę złożonych zależności w systemie (organizacji). Istota dynamiki systemów sprowadza się do zrozumienia zachowania systemu poprzez wnikliwą analizę sieci relacji (przedstawianych za pomocą sprzężeń zwrotnych) pomiędzy poszczególnymi elementami systemu. Należy pamiętać, że relacje te często zachodzą pomiędzy elementami, które są znacznie od siebie odsunięte zarówno w czasie, jak i w przestrzeni. Modelowanie i symulacje ułatwiają zrozumienie działania systemu, identyfikację istniejących problemów oraz są podstawą do formułowania właściwych rozwiązań. Podejście było wykorzystywane przez Forrestera do analizy problemów dotyczących przedsiębiorstw, ale również modelowania procesów urbanizacji i rozwoju gospodarki narodowej. Kontynuatorem badań Forrestera był jego uczeń Peter Senge, który przyczynił się do popularyzacji dynamiki
systemów (wykorzystując ją do analizy organizacji) i rozszerzył ją o pojęcie archetypu systemowego. Należy jednak zwrócić uwagę na różnice pomiędzy podejściem Forrestera i Sengego. Forrester koncentrował się na modelach ilościowych, uwzględniających sprzężenie zwrotne. Z kolei Senge stosował tzw. modelowanie jakościowe, pozwalające na opisywanie występujących w systemie zależności w formie graficznej, bez odwoływania się do zaawansowanych analiz ilościowych. Dynamika systemów łączy się z szerszym pojęciem myślenia systemowego, nazywanego też sieciowym lub strukturalnym. Myślenie systemowe pozwala na holistyczne podejście do analizowanych systemów i identyfikację wzajemnych powiązań pomiędzy elementami systemu. Możliwe jest to dzięki postrzeganiu rzeczywistości w kategorii nieliniowych związków przyczynowo-skutkowych. Należy w tym miejscu zaznaczyć, że liniowy sposób myślenia jest tak głęboko zakorzeniony w postępowaniu menedżerów, że wielu z nich, mimo że ma wiedzę o strukturze i parametrach systemu, stosuje rozwiązania krótkoterminowe, niesystemowe – tracąc przy tym kontrolę nad systemem i pogłębiając występujące w nim problemy.

### Cybernetyka ekonomiczna[7]
Cybernetyka ekonomiczna to zastosowanie cybernetycznej teorii komunikacji, sterowania i regulacji do organizacji gospodarczych działających na rynku. Stafford Beer tak charakteryzuje rolę cybernetyki w zarządzaniu: „Podnosi na wyższy poziom działalność związaną z zarządzaniem przedsiębiorstw i dostarcza znacznie bardziej doskonałych metod sterowania niż stosowane dotychczas, zarówno w technice, jak i w dziedzinie zarządzania produkcją. Jej podstawowa metoda polega na odpowiednim korzystaniu z modeli, co umożliwia rozwiązywanie nawet najbardziej niezwykłych zadań w sposób ściśle naukowy (…) Tak więc znaczenie cybernetyki w chwili obecnej nie wynika z rzekomej możliwości zbudowania supermózgu, lecz z konieczności pożegnania się w najkrótszym czasie ze staroświeckim poglądem na istotę sterowania”. Chodzi więc o zastosowanie w organizacjach struktur i procesów spotykanych w modelach sterowania w technice i biologii. Wśród cybernetycznych zasad sterowania systemami ekonomicznymi można wymienić między innymi następujące:
1. zasada dwupoziomowości sterowania: na poziomie kierowniczym i realnym,
2. zasada niezbędnej różnorodności, zgodnie z którą element sterujący musi charakteryzować się różnorodnością stanów co najmniej równą różnorodności elementu sterowanego,
3. zasada samoregulacji (automatyzacji) zapewniającej ultrastabilność systemów bardzo złożonych, działających w zmiennym i niepewnym otoczeniu,
4. zasada sprzężeń równoległych umożliwiających tworzenie niezawodnych całości z zawodnych elementów,
5. zasada sprzężenia zwrotnego, czyli krytycznej oceny skutków działania i jego modyfikacji w kolejnych cyklach.

## Podejście sytuacyjne jako odpowiedź na niedoskonałości podejścia systemowego
Podejście sytuacyjne wyłoniło się w latach 60. XX w. i było odpowiedzią na niedoskonałości podejścia systemowego. Praktycy zaczęli podkreślać, że nie ma uniwersalnych teorii zarządzania, które sprawdzają się w każdych warunkach. Kiedy metody wysoce skuteczne w jednej sytuacji nie działały w innych sytuacjach, szukali wyjaśnień. Zwolennicy podejścia sytuacyjnego mieli logiczną odpowiedź na wszystkie takie pytania: rezultaty różnią się, ponieważ różnią się sytuacje. Technika, która działa w jednym przypadku, niekoniecznie musi działać we wszystkich przypadkach. Nie jest więc możliwe stworzenie organizacji, która byłaby dostosowana do każdego celu, wartości i każdego czasu i sytuacji. Dlatego ważne właściwe rozpoznanie okoliczności (warunków), w jakich działa organizacja. Jednym z pionierskich badań w nurcie podejścia sytuacyjnego było badanie Joan Woodward, która w 1965 r. sprawdzała, które struktury organizacyjne są najefektywniejsze. Badania brytyjskiej socjolog pokazały, że nie ma zależności pomiędzy wydajnością organizacji a sposobami zarządzania. Tym, co wpływało na produktywność organizacji, było jej otoczenie, a w szczególności otoczenie technologiczne. Organizacje produkujące na niewielką skalę (w małych ilościach lub na indywidualne zamówienie) odnoszą sukcesy przy małej kontroli, niewielu szczeblach zarządzania i zdecentralizowanym podejmowaniu decyzji. Z kolei organizacje zajmujące się produkcją masową, w dużych ilościach, działają najefektywniej przy zwiększonej kontroli i decentralizacji. Organizacje charakteryzujące się przetwarzaniem ciągłym, podobnie jak organizacje produkujące na niewielką skalę, odnoszą natomiast sukcesy przy małej kontroli i zdecentralizowanym podejmowaniu decyzji, ale mają od nich oraz od organizacji produkujących masowo, więcej szczebli zarządzania. Wnioski płynące z tych badań pokazują, że w zależności od technologii organizacja powinna stosować inną strukturę.
Podstawowy schemat myślowy stosowany w ramach podejścia sytuacyjnego ma formę logiczną implikacji: „jeżeli, to” – jeżeli w otoczeniu organizacji zachodzi x, y, z…, to system organizacyjny zachowuje się w sposób a, b, c. Badane są więc zależności między dwoma typami zmiennych: zmiennymi opisującymi zewnętrzne i wewnętrzne otoczenie organizacji oraz zmiennymi opisującymi jej zachowanie w konkretnych warunkach otoczenia. Na przykład bada się, w jaki sposób struktury organizacyjne zależą od sytuacji w środowisku, wielkości, dominującej technologii czy przyjmowanej strategii. „Milczącym założeniem podejścia sytuacyjnego jest przyjęcie, że wyniki tego rodzaju badań mogą zostać połączone w jedną teorię sytuacyjną, która dedukcyjnie tłumaczy różnorakie wymiary struktury organizacyjnej (zmienna wyjaśniana) za pomocą różnego rodzaju czynników sytuacyjnych i praw ich działania (zmienne wyjaśniające)”. W podejściu sytuacyjnym podkreśla się wagę otoczenia organizacji i wskazuje ciągły monitoring oraz adaptację do otoczenia jako jedne z głównych zadań menedżera.
Do najważniejszych osiągnięć podejścia sytuacyjnego należałoby zaliczyć odróżnienie mechanistycznych od organicznych typów systemów organizacyjnych, z których te pierwsze sprawdzają się w otoczeniu stabilnym, a te drugie w turbulentnym. Syntetyczne zestawienie wyników tych badań przytoczone za Freemonem Kastem i Jamesem Rosenzweigiem oraz Fredem Luthansem. Podstawowe przesłanie podejścia sytuacyjnego w teorii organizacji jest proste: organizacje są bardzo zróżnicowane, ponieważ działają w niejednolitym i zmiennym otoczeniu. Nie ma idealnych wzorców, które da się zastosować w każdych warunkach i utrzymywać z powodzeniem przez dłuższy czas. Podejście sytuacyjne, zbudowane na podstawach systemowych jest – z dzisiejszej perspektywy – jedynym trendem w historii teorii organizacji, o którym można jednoznacznie powiedzieć, że w pewnym okresie (lata 60. – połowa lat 70.) zajmował dominującą pozycję w refleksji teoretycznej i badaniach empirycznych. Jak pisze Christian Knudsen: „dzięki połączeniu perspektywy systemów otwartych ze strukturalistyczno-funkcjonalnym sposobem rozumowania, teorie sytuacyjne stworzyły paradygmat badań organizacji, który przez prawie piętnaście lat zapewnił wspólny język tej bardzo młodej dyscyplinie badawczej”.

## Ujęcie aksjomatyczne
Nurt systemowy prezentuje pojęcia i metodologię opierając się, jak wcześniej wspomniano, na ogólnej teorii systemów stworzonej przez L. von Bertalanffye’go. Stwierdza on, że „ogólna teoria systemów miałaby charakter aksjomatyczny [...] wychodząc od pojęcia systemu i odpowiedniego zbioru aksjomatów wyprowadzano by twierdzenia wyrażające własności i zasady funkcjonowania systemów”. Zdaniem autora „Ogólnej teorii systemów” system można zdefiniować jako „zbiór elementów pozostających we wzajemnych relacjach”.

## Podejście systemowe w polskiej literaturze[10]
Witold Pogorzelski uważa, że „w praktyce badania systemowe to wszelkie adekwatne zastosowania analizy systemowej w szerokim znaczeniu połączone z analizą systemową w węższym sensie, doprowadzone do scenariusza praktycznej realizacji otrzymanego rozwiązania. W zakresie teorii zaś badania systemowe traktują badania uprawiane obecnie w praktyce jako zewnętrzne przejawy bardziej złożonych procesów informacyjnych. Natomiast sztuka projektowania i realizacji badań systemowych to, mówiąc najogólniej, inżynieria badań systemowych”. O wiedzy systemowej W. Pogorzelski mówi, że „jest to wiedza o funkcjach integratywnych w stosunku do innych nauk. Uczy przede wszystkim tego, czy można oraz, jak i kiedy można stosować wiedzę szczegółową [...]. Jednakowo traktuje rzeczywistość techniczną, ekonomiczną, organizacyjną, psychologiczną itp., dążąc do rozwiązań najkorzystniejszych, optymalnych z przyjętego racjonalnie punktu widzenia, adekwatnego do danej, konkretnej sytuacji. Centralne miejsce w analizie systemowej zajmuje optymalizacja. Wspiera ją ujęcie systemowe rzeczywistości”.
Józef Konieczny podkreśla, że „zrozumieć współczesny świat może tylko ten, kto rozumie systemy w nim występujące. Otaczający nas świat jest bowiem pełen systemów, wśród których wypadło nam żyć i działać. Rządzą się one swoistymi obiektywnymi prawami, które człowiek współczesny musi poznać, aby być świadomym podmiotem działania w tym świecie systemów. Widzenie i myślenie systemowe stało się więc dzisiaj nie tylko modą, lecz także życiową koniecznością” 70, przy czym każdy z tych systemów realizuje inny cel działania. Dostrzeżenie tych systemów wymaga myślenia abstrakcyjnego, gdyż „model systemu jest bowiem abstraktem otaczającej nas rzeczywistości”.
Według Włodzimierza W. Bojarskiego „analiza systemowa bada przede wszystkim konkretne sytuacje zaistniałe w rzeczywistości i do tej rzeczywistości dobiera optymalne warunki
realizacji zadanego procesu. Kładzie ona nacisk na właściwe formułowanie problemów jako problemów decyzyjnych w sytuacjach trudno poddających się formalizacji lub w ogóle nie nadających się do opisu formalnego. Zajmuje się też rozwiązywaniem złożonych problemów i podejmowaniem decyzji kompleksowych w różnych sytuacjach, których nie obejmują badania operacyjne”.
Władysław Findeisen i Jakub Gutenbaum zwracają uwagę na niezmiernie ważne w nauce, ze względu na jej praktyczne zastosowania, zagadnienie prognozowania, podkreślając, że „w analizie systemowej celem podstawowym modelowania jest stworzenie narzędzi pozwalających przewidzieć, co się zdarzy w przyszłości, w warunkach innych niż aktualnie istniejące, czego nie można zatem stwierdzić za pomocą bezpośredniego doświadczenia. Tak więc w dalszym ciągu ograniczamy się do pojęcia modelu rozumianego jako narzędzie do przewidywania zachowania się jakiegoś interesującego nas systemu”.
O różnorodności badań systemowych, według Piotra Sienkiewicza, „świadczyć może wielość używanych określeń (ruch systemowy, filozofia systemowa, postawa systemowa, teoria systemów, ogólna teoria systemów, analiza systemowa, inżynieria systemów czy systemologia) oraz sposób traktowania istoty badań (teoria formalna, metodologia, sposób myślenia, sposób patrzenia na świat, poszukiwanie optymalnego uproszczenia, metodyka nauczania, metajęzyk, zawód itp.)”.

## Słabości podejścia systemowego
Nie powstał jednak ogólny, formalny język opisu rzeczywistości. Nie narodziła się, postulowana przez Bertalanffy’ego, matematyka nieilościowa, umożliwiająca aksjomatyczno-dedukcyjny opis rzeczywistości. Niepowodzeniem skończyły się próby zastosowania identycznych instrumentów analitycznych do badania obiektów usytuowanych na różnych szczeblach hierarchii systemów Bouldinga: struktur statycznych, mechanizmów zegarowych, mechanizmów sterowania, systemów otwartych, niższych organizmów, zwierząt, ludzi, systemów społeczno-kulturowych, systemów symbolicznych i transcendentnych. Dość wcześnie zwrócono uwagę na to, że „czynnik ludzki”, zarówno w praktyce, jak i w teorii, wymaga specyficznego podejścia, wykraczającego poza arsenał instrumentów analitycznych wypracowanych na gruncie ogólnej teorii systemów. Tezę tę potwierdzają przykłady praktycznych zastosowań podejścia systemowego. Przynoszą one sukcesy wszędzie tam, gdzie dominują policzalne elementy materialne i podsystemy techniczne. Przykładami takich udanych zastosowań podejścia systemowego są chociażby systemy informatyczne, militarne systemy rakietowe, automatyczne linie produkcyjne czy systemy logistyczne. Niepowodzenia pojawiają się tam, gdzie dominuje rola czynnika ludzkiego.